# Heliocidaris bajulus
Heliocidaris bajulus is een zee-egel uit de familie Echinometridae.
De wetenschappelijke naam van de soort werd in 1972 gepubliceerd door Alan J. Dartnall.